# TED Talks (programma televisivo)
TED Talks è un programma televisivo di divulgazione scientifica e tecnologica, basato sui contenuti messi a disposizione dal Technology Entertainment Design (TED).
Il programma andava in onda con periodicità settimanale su Rai 5, rete generalista di impostazione culturale inaugurata dalla Rai nel 2010.
Le trasmissioni sono iniziate il 24 settembre 2011, e andavano in onda ogni sabato, dalle 17.00 alle 17.30.

## Format
Il format del programma prevedeva la trasmissione delle conferenze presentate al Technology Entertainment Design (TED), evento che si tiene ogni anno a Monterey, in California, e, in seguito, attraverso il TED Global, ogni due anni in altre città del mondo.
L'iniziativa rientrava nel progetto TED Open TV, promosso dall'Unione europea di radiodiffusione (UER). Del TED Open TV la RAI è stata tra i primi 10 sottoscrittori al mondo.
Il programma si serviva delle traduzioni dovute al progetto TED Open Translation, che traduce le conferenze in oltre 80 lingue, tra cui anche l'italiano in circa un migliaio di casi.
Nell'edizione italiana le voci sono quelle dell'attore Livio Beshir ed Emanuela Faraglia

### TED Conferences
Le TED Conferences sono brevi interventi, della durata di circa 15-20 minuti, il cui spirito è riassunto nella formula "ideas worth spreading", idee degne di essere diffuse. Le conferenze sono affidate a speaker provenienti da comunità e discipline diverse. In ottemperanza a questo spirito multidisciplinare, gli interventi abbracciano un'ampia gamma di temi che, spesso travalicandone i confini, spaziano negli ambiti di scienza, arte, ambiente, economia, politica, temi globali, architettura, musica, ecc.

### Speaker
Tra gli speaker, vi sono stati l'ex presidente degli Stati Uniti Bill Clinton, il Premio Nobel James Dewey Watson, il produttore televisivo e attivista politico  Norman Lear, il fisico Murray Gell-Mann, il cofondatore di Wikipedia Jimmy Wales e i cofondatori di Google Sergey Brin e Larry Page.
Accanto a volti noti, le conferenze danno spazio a molte figure di speaker poco conosciuti dal grande pubblico, che gli organizzatori considerano portatori di idee innovative e stimolanti.

## Puntate
6ª puntata (29 ottobre 2011)
- Mike Matas: un libro digitale di nuova generazione - TED Conference 2011
- Jane Chen: Un caldo abbraccio che salva vite - TED India 2009
- Salman Khan: Usiamo i video per reinventare l'educazione - TED Conference 2011 (sull'iniziativa Khan Academy)